# Bitwa pod Andżar
Bitwa pod Andżar – starcie zbrojne, które miało miejsce w roku 1622 w trakcie walk o niezależność Libanu.
W roku 1622 emir Fahr ad-Din II zebrał 15-tysięczną armię, zamierzając wywalczyć samodzielność Libanu spod władzy gubernatora prowincji damasceńskiej Mustafy Paszy. W listopadzie Mustafa na czele 12 000 armii syryjskiej wyruszył do Libanu, zamierzając zaatakować oddziały libańskie na granicy. Do bitwy doszło dnia 29 listopada w pobliżu przygranicznej miejscowości Andżar. W wyniku bitwy armia syryjska została rozgromiona, a Mustafa dostał się do niewoli. Dzięki temu zwycięstwu Fahr ad-Don II stał się władcą całego Arabistanu od Aleppo po Egipt. 